# Fieux
Fieux é uma comuna francesa na região administrativa da Nova Aquitânia, no departamento Lot-et-Garonne. Estende-se por uma área de 14,67 km². Em 2010 a comuna tinha 361 habitantes (densidade: 24,6 hab./km²).